# Dorihwaga
Dorihwaga (도리화가?, 桃李花歌?; lett. "La canzone del fiore di pesco"; titolo internazionale The Sound of a Flower) è un film storico sudcoreano del 2015, diretto da Lee Jong-pil. Ambientato nel 1867, durante il regno del re Gojong, è basato sulla storia vera di Shin Jae-hyo e Jin Chae-seon, un insegnante di pansori e la sua allieva, che sarebbe poi diventata la prima donna a cantare il pansori.

## Trama
Chae-seon è un'orfana cresciuta dalle gisaeng. Attirata dalle esibizioni musicali di pansori organizzate per le strade, inizia ad esercitarsi di nascosto, riuscendo a comprendere il significato nascosto dietro ciascun verso delle canzoni tradizionali e arrivando a chiedere al maestro Shin Jae-hyo di ammetterla alle sue lezioni. L'uomo fa resistenza a causa del suo sesso, ma la giovane riesce ad essere ammessa e comincia ad esercitarsi duramente per partecipare ad una gara di canto indetta da Heungseon Daewongun, padre del re e uomo più potente del Paese. Ella si presenterà tuttavia nei panni di un uomo, altrimenti sia lei che il maestro andranno incontro alla morte perché alle donne è vietato cantare. Heungseon Daewongun, tuttavia, rimane attratto da Chae-seon dopo la sua esibizione a palazzo e decide di tenerla accanto a sé con la forza. Shin Jae-hyo si accorge così di essere innamorato di lei e compone la canzone Dorihwaga.

## Produzione
La prima a entrare nel cast è stata Suzy, il 22 maggio 2014: prima dell'inizio delle riprese, si è esercitata per quasi un anno nel pansori insieme alla cantante Park Ae-ri. Il protagonista maschile, Ryu Seung-ryong, è stato comunicato il 16 giugno successivo. In seguito si sono uniti Song Sae-byuk e Ahn Jae-hong nei ruoli, rispettivamente, dell'insegnante di pansori Kim Se-jong e di uno studente; Kim Nam-gil a interpretare l'antagonista Heungseon Daewongun e Lee Dong-hwi.
Le riprese sono iniziate il 10 settembre al Korean Folk Village di Yongin, e si sono concluse il 2 gennaio 2015 a Namwon. Dorihwaga è stato girato anche a Andong, Suncheon, Suwon, Namyangju, Seul, e nelle contee di Hapcheon, Buan e Buyeo.

## Promozione
La locandina della pellicola è stata pubblicata su Instagram da Suzy il 20 ottobre 2015, giorno in cui è uscito anche il primo teaser. Un secondo teaser è uscito l'8 novembre.
Dorihwaga è stato distribuito nelle sale sudcoreane il 25 novembre 2015.

## Accoglienza
Dopo il primo giorno di proiezione Dorihwaga si è classificato quarto al botteghino, con 49205 spettatori. Nella prima settimana è stato visto da 245000 persone, ottenendo un risultato deludente rispetto alle aspettative.
I critici del settore hanno espresso giudizi negativi sulla pellicola, ritenendo che abbia fallito nel trasmettere la drammaticità della storia d'amore tra Jae-hyo e Chae-seon. Hanno attribuito il poco successo al pansori imperfetto di Suzy, all'eccessiva concentrazione sulla storia d'amore rispetto al canto, e alla concorrenza al botteghino.

## Riconoscimenti
- Baeksang Arts Award[18]
  - 2016 – Attrice più popolare in un film a Suzy